# Coronel Pringles (departement)
Coronel Pringles is een departement in de Argentijnse provincie San Luis. Het departement (Spaans:  departamento) heeft een oppervlakte van 4.484 km² en telt 12.571 inwoners.

## Plaatsen in departement Coronel Pringles
- Carolina
- El Trapiche
- Fraga
- La Florida
- La Toma
- Saladillo